# Lijst van straten in Laren (Noord-Holland)
Dit is een lijst van straten in Laren (Noord-Holland) en hun oorsprong/betekenis.

## A
- 2e Ruiterweg -
- Akkerhof - de rondgaande weg wordt ontsloten via de Akkerweg en het Schoolpad
- Akkerweg - verbindt het Schoolpad met het Jagerspad
- Ambachtstraat - tussen Sint-Jansstraat en Zevenend
- Amersfoortsestraatweg - richting  Amersfoort
- Anton Mauvelaan, straat tussen Mauvezand en Schapendrift, Anton Mauve: kunstschilder 1838-1888.

## B
- Barbiersweg - vanaf het Zevenend in noordoostelijke richting aansluitend op Eemnesserweg
- Bartelspaadje - zijstraat van de Schapendrift
- Berkenlaantje - verbindt de Smeekweg met de straat Klooster
- Beijemansweg - tussen het Zevenend en de Oude Kerkweg
- Bij den Toren - van de Brink naar de Drift, vlakbij staat de Johanneskerk aan de Naarderstaat
- Bijenstand - zijstraat van de Oud-Blaricummerweg die uitkomt op de Sint-Lucasweg
- Bisschopswaarde - zijstraat van de Gooyergracht bij de rotonde in de Laarderweg
- Blaricummertollaan - weg richting Blaricum waar tol werd geheven.
- Boekweitskorrel - boekweit; van de Zijtak naar de Molenweg
- Breeweg - loopt van de Vredelaan naar het oosten om langs de A1 weer uit te komen op de Vredelaan
- Brink - centrum van het dorp. In de vijver, de Coeswaerde, dronk het vee dat terugkwam van heide of de enggronden.
- Buitenom - kort straatje tussen de Melkweg en het Beukenlaantje
- Burgemeester Van Nispen van Sevenaerstraat - burgemeester Jhr. Hubert Louis Marie van Nispen tot Sevenaer

## C
- C Bakkerlaan - Cornelis Bakker, molenaar van de Pettemermolen
- Caliskamp - veldnaam, Caliskamp aan de koedijk wordt genoemd als vindplaats van een piëta
- Carry van Bruggenhof - Carry van Bruggen
- Co Bremanlaan - Co Breman (Zwolle, 7 december 1865 – Laren, 18 november 1938) was een Nederlands kunstschilder.

## D
- Dammaat - verbinding Bij den Toren met de Nieuwlarenweg
- De Dissel - Dissel (transport) - een hulpmiddel om een kar of aanhangwagen te trekken
- De Geuzenhoek - zijstraat van de Torenlaan
- De Kamp - zijweg Groene Gerritsweg
- De Kuil - zijstraat van de Langsakker
- De Kwartel - kwartel, vogelsoort
- De Kwekerij - doodlopende weg als zijstraat van het Zevenend
- De Leemkuil - leemkuil
- De Mees - zijstraat Erfgooiersweg
- De Noolen - zijstraat Oud Blaricummerweg
- De Pijl - verbinding Kerklaan met De Rijt
- De Rijt - een rijt is een wetering of waterkering
- De Schaepstal - onderkomen van de schapen die op de heide liepen
- De Schout - zijweg van de Naarderstraat
- De Sparren -
- De Veenen -verbinding van de Engelsjan met De Goede Herder
- Derkinderenlaan - Antoon Derkinderen, Nederlands kunstschilder, glazenier, tekenaar en boekbandontwerper.
- Diepenbrocklaan - Alphons Diepenbrock (1862-1921), een Nederlands componist
- Doctor Holtmannweg - Larense huisarts Holtmann (1885-1957).[1]
- Drift - waarlangs de schapen werden gedreven
- Driftlaan - zijstraat van de Stationsweg

## E
- Eemnesserweg - Eemnes
- Elleboogweg - gebogen weg
- Engelsjan - verbinding Kostverloren met de Smeekweg
- Engweg - een eng is andere naam voor Es (geografie), het akkercomplex van een esdorp
- Erfgooiersdwarsweg - erfgooiers
- Erfgooiersweg - Erfgooiers
- Ericaweg - erica als heidesoort, dophei
- Esseboom - es, boomsoort
- Evertas - evertas is een zandhagedis.[2]

## F
- Ferry-Oversteegenhof - Ferry Oversteegen, verzetsman
- Frans Langeveldlaan - Frans Langeveld (Amsterdam, 16 februari 1877 - Laren, 27 juni 1939) was een Nederlandse kunstschilder.

## G
- Goede Herder - zijstraat Kostverloren
- Gooyergracht - Gooyergracht, brede grenssloot tussen de gemeente Eemnes (provincie Utrecht) en Blaricum (Noord-Holland).
- Goossen de Witstraat - Goossen de Wit was jarenlang voorzitter van de Woningbouwvereniging Erfgooiers[3]
- Graafland - zijstraat Eemnesserweg
- Grintbank - zijweg E231
- Groene Gerritsweg - zijweg Mauvezand
- Groene Kampen - zijstraat Oude kerkweg
- Groeneweegje - zijweg van de Slangenweg

## H
- H Roland Holsthof - Henriëtte Roland Holst, schrijfster
- Haenwijck -
- Hanrathsingel - Johan Wilhelm Hanrath, Nederlands architect.
- Harmen Vosweg - Erfgooier en beroepsjager Harmen Vos schoot een haas op erfgooiers grond. De jacht was echter verpacht aan Koningin Moeder Emma. Zijn actie leidde in 1912 tot de Erfgooierswet.
- Hart Nibbriglaan - Ferdinand Hart Nibbrig (Amsterdam, 5 april 1866 - Laren, 12 oktober 1915) was een Nederlands schilder en theosoof.
- Hector Treublaan - Hector Treub (Voorschoten, 1 augustus 1856 – Amsterdam, 7 april 1920) was vanaf 1886 hoogleraar verloskunde in Leiden en vanaf 1896 in Amsterdam.
- Heideveldweg -
- Hein Duvel - Hendrik Willard (meest Hein Duvel) is geboren op 21 november 1870 in Laren. Hij is overleden op 29 mei 1947 in Bussum. Fabrieksarbeider, Leerlooier, zoon van Ruth Willard en Wilhelmina (Willemtje) Smit.
- Hein Keverweg - Hein Kever, Nederlands kunstschilder.
- Hendrik Valkenburglaan - Hendrik Valkenburg, Nederlands schilder.
- Hendrikalaantje -
- Henri Polakweg - Henri Polak (Amsterdam, 22 februari 1868 – Laren, 18 februari 1943) was een Nederlands vakbondsbestuurder en politicus.
- Herdershoeve - zijweg van de Herdersweg
- Herdersweg - zijweg van de Diepenbrocklaan
- Hilversumseweg - richting Hilversum
- Hoefloo -
- Hoog Hoefloo - Hoog Hoefloo, tussen de Rijksweg en de Westerheide.[4]
- Hooipaadje - zijweg Hoog Hoefloo, overgaand in  Verlengde Houtweg
- Houtweg - zijstraat Rijksweg West

## I
- IJsbaanweg - straat naar de ijsbaan
- Inslag - verbinding Weversweg en Warrekam

## J
- Jean-Landréhof - (zijstraat Mauvezand), verzetsman, wethouder van Laren 1896-1962
- Jagerspad - zijstraat van de Eemnesserweg
- Jagersweg - verbinding van het Jagerspad met de Lingenskamp
- Jan Hamdorfflaan - Jan Hamdorff, hotelhouder, makelaar, wethouder en kunsthandelaar uit Laren.
- Jordaan - oost-west lopende zijweg van de Melkweg

## K
- Kerklaan - In 1918 werd een gereformeerde kerk gebouwd aan de Pijlsteeg. Omdat die naam niet passend werd bevonden werd de naam veranderd in Kerklaan, tevens werd de weg bestraat. De oorspronkelijke kerk is inmiddels afgebroken, waarna op die plek de huidige Ontmoetingskerk werd gebouwd.
- Klaaskampen - veldnaam
- Klein Laren - zijweg Sint Janstraat; voorheen Hilversumsche Straat[5]
- Klooster - noord-zuidverbinding van de Heideweg, uitkomend op de Smeekweg
- Kloosterweg - zijweg van de Smeekweg
- Koloniepad - vroegere kunstenaarskolonie in Laren
- Kopjeskampen - zijstraat van de Torenlaan
- Korenschoof - schoof (graan)
- Kostverloren - noord-zuid verbinding van het Zevenend naar de Postiljon
- Krommepad - zijweg van de Torenlaan

## L
- L van de Tongelaan - Lammert L van der Tonge (Amsterdam, 24 februari 1871-1937) is een etser, schilder en tekenaar die in 1903 naar Laren verhuist. Hij schilderde vaak huiselijke taferelen van de Larense boerenbevolking.[6]
- Lage Vuurscheweg - Lage Vuursche
- Lange Wijnen - zijweg van de Naarderstraat, in het zuiden uitkomend op de Pruisbergen
- Langerak - zijweg van het Schoolpad
- Langsakker - langs het Sint Janskerkhof
- Lantentijmen - zijweg van het Zevenend
- Leemzeulder - zijstraat van de N526 naar Laren
- Legrasweg - verbinding van de Oud Blaricummerweg met de Tafelbergweg
- Lingenskamp - zijweg van Mauvezand
- Logosberg - toponiem; zijstraat van de Vredelaan

## M
- Mariekenspad - zijweg van Kostverloren
- Mauvezand - weg tussen Torenlaan en de Anton Mauvelaan, (Mauvezand: natuurgebied van het Gooisch Natuurreservaat) Anton Mauve: kunstschilder 1838-1888.
- Melkweg - zijstraat van de Eemnesserweg
- Mendes Da Costalaan - Joseph Mendes da Costa, Nederlandse beeldhouwer.
- Middelwaarde - verbinding Graafland en Evertas
- Molenaar - zijweg Klaaskampen
- Molenweg - zijstraat Neuhuysweg

## N
- Naarderstraat - Naarden
- Neuhuysweg - Albert Neuhuys (1844-1914), kunstschilder uit de Larense School, die voornamelijk door Neuhuys' manier van binnenhuisschilderijen bekend is geworden.
- Nieuweweg - verbindingsweg van de Klaaskampen met de Brink
- Nieuwlarenweg - verlenging van de Stationsweg in noordelijke richting
- Noolseweg - van de Bussumerweg in zuidwestelijke richting
- Noorderheide - evenwijdig aan de N526

## O
- Onder de Bogen - zijweg van de Jordaan
- Ooghout - verbinding Steffenshein met De Dissel
- Oosterend - vanaf de Naarderstraat in oostelijke richting
- Oud Blaricummerweg - Blaricum
- Oud Laren - van Oosterend naar het Krommepad
- Oude Kerkweg - zijweg van de Jordaan
- Oude Naarderweg - Naarden

## P
- P C van den Brinkweg - P.C. van den Brink was eigenaar van de voormalige weverij "het fabriek". Hij was in 1897 ook wethouder.[5]
- Pastoor Hendrikspark - zijweg van de Eemnesserweg
- Paviljoensweg - zijweg van de Oude Naarderweg
- Plein 1945 - tussen Jordaan en de Barbiersweg
- Postiljon - Postiljonheide
- Pruisenbergen - zijweg Rijksweg West

## R
- Raboes - jachthaven aan het eind van de rivier de Eem
- Remiseweg - zijstraat Mauvezand
- Rijksweg Oost - langs de A1
- Rijksweg West - E231
- Rozenlaantje - zijweg van de Naarderstraat
- Rueterlaan - zijweg van de Postiljon, uitkomend op de Hanrathsingel
- Ruiterweg - zijstraat van de Kerklaan

## S
- Schapendrift - veldnaam

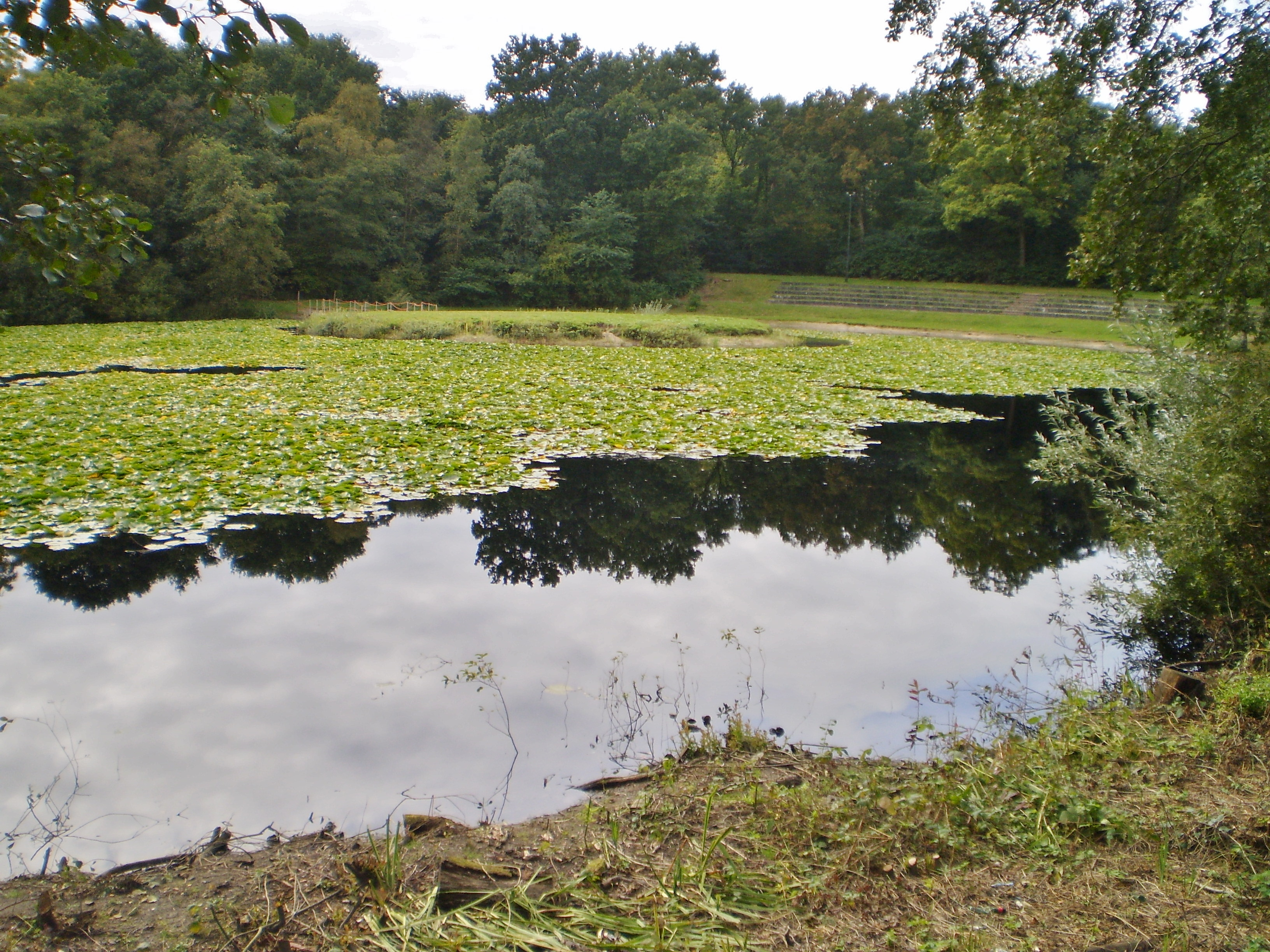
vijver bij Rust Wat

- Schering - weefterm: Schering (textiel) (ook wel ketting of kettingdraden genoemd) zijn op een weefgetouw de in verticale richting parallel opgespannen draden.
- Schietspoel - schietspoel, hulpmiddel bij het weven
- Schoolpad - zijstraat van de Eemnesserweg
- Schoutenbosje - verbindt de Burgemeester van Nisen van Sevenaerstraat met Klaaskampen
- Schuilkerkpad - schuilkerk
- Sint Janstraat - rooms-katholieke parochie Sint-Jan
- Sint Lucasweg - Sint Lucas
- Slangenweg - zijweg Schuilkerkpad
- Smeekweg - van het Zeveneind in zuidoostelijke richting aansluitend op de Gooiergracht
- Smidslaantje - zijweg Sint Janstraat
- Spinnewiel spinnewiel
- Stad en Lande - Stad en Lande
- Standelkruid - standelkruid, plantennaam[7]
- Stationsweg - toen in 1882 de tram naar de Brink in Laren kwam, fungeerde een boerderij als station.
- Steenbergen - verbinding Werkdroger-Drift
- Steffenshein - van de Slangenweg naar De Dissel
- Steffenshein West - zijstraat van de Veerweg
- Steffenskamp - zijweg van het Jagerspad

## T
- Tabakspaadje - tussen Melkweg en Jordaan
- Tafelbergweg - Tafelberg, heuvel
- Teunenmijns - zijweg van de Postiljon
- Tony Offermansweg - Tony Offermans, schilder van de Larense School
- Torenlaan - van het centrum richting Blaricum
- Tussendoor - verbinding tussen het Berkenlaantje en de Melkweg

## V
- Van Beeverlaan - Emanuel Samson Van Beever (Antwerpen, 28 maart 1876 - Laren (Noord-Holland), 20 juni 1912 was een Nederlandse schilder.[8]
- Van Wulfenlaan -  Johan van Wulfen (1838 - 1912), ontwikkelde een eigen leesmethode: "Sprekende Letterbeelden". Er werd rond 1912 een bankje naar hem genoemd, gemaakt door beeldhouwer Eduard Jacobs (Amsterdam, 8-6-1859 - Laren, 11-1-1931).
- Veerweg - in het verlengde van de Sint Janstraat richting Hilversum
- Veldweg - verbinding van de Oud Blaricummerweg met de Tafelbergweg
- Velthuysenlaan - verbinding Hilversumseweg met de engweg
- Verlengde Engweg - zijweg van Logosberg
- Verlengde Houtweg - Van rijksweg West naar de Westerheide
- Verlengde Rozenlaantje - zijstraat van de Drift
- Vinkebaan - verbinding van de Derkinderenlaan met Hoog Hoefloo
- Vredelaan - zijweg van de Hilversumseweeg,  Provinciale weg 525
- Vreedenburgh - zijweg van het Wagenpad

## W
- Wagenpad - zijweg Zevenenderdrift en het Zevenend
- Wally Moesweg - Wally Moes (Amsterdam, 16 oktober 1856 – Laren NH, 6 november 1918) was een Nederlands kunstschilder.
- Warrekam - zijstraat van de Gooiersgracht met de kloosterweg
- Werkdroger - plaats waar 'werk' oftewel vlas werd gedroogd.
- Westerheide - Westerheide, heideveld aan de westzijde
- Weversweg - zijweg Zevenenderdrift en de Schapendrift

## Z
- Zandgat - zijweg van het Mauvezand
- Zevenend - in het verlengde van de Sint Janstraat in zuidelijke richting naar de Zevenenderdrift
- Zevenenderdrift - vanuit het centrum naar het zuiden lopend en overgaand in de Vredelaan
- Zijtak - zijstraat van de Zevenenderdrift
- Zingerskamp - zijstraat van de Melkweg
- Zomertuin - zijstraatje van De Brink
- Zonnedauw - zonnedauw, plant